# Jaṭāyu

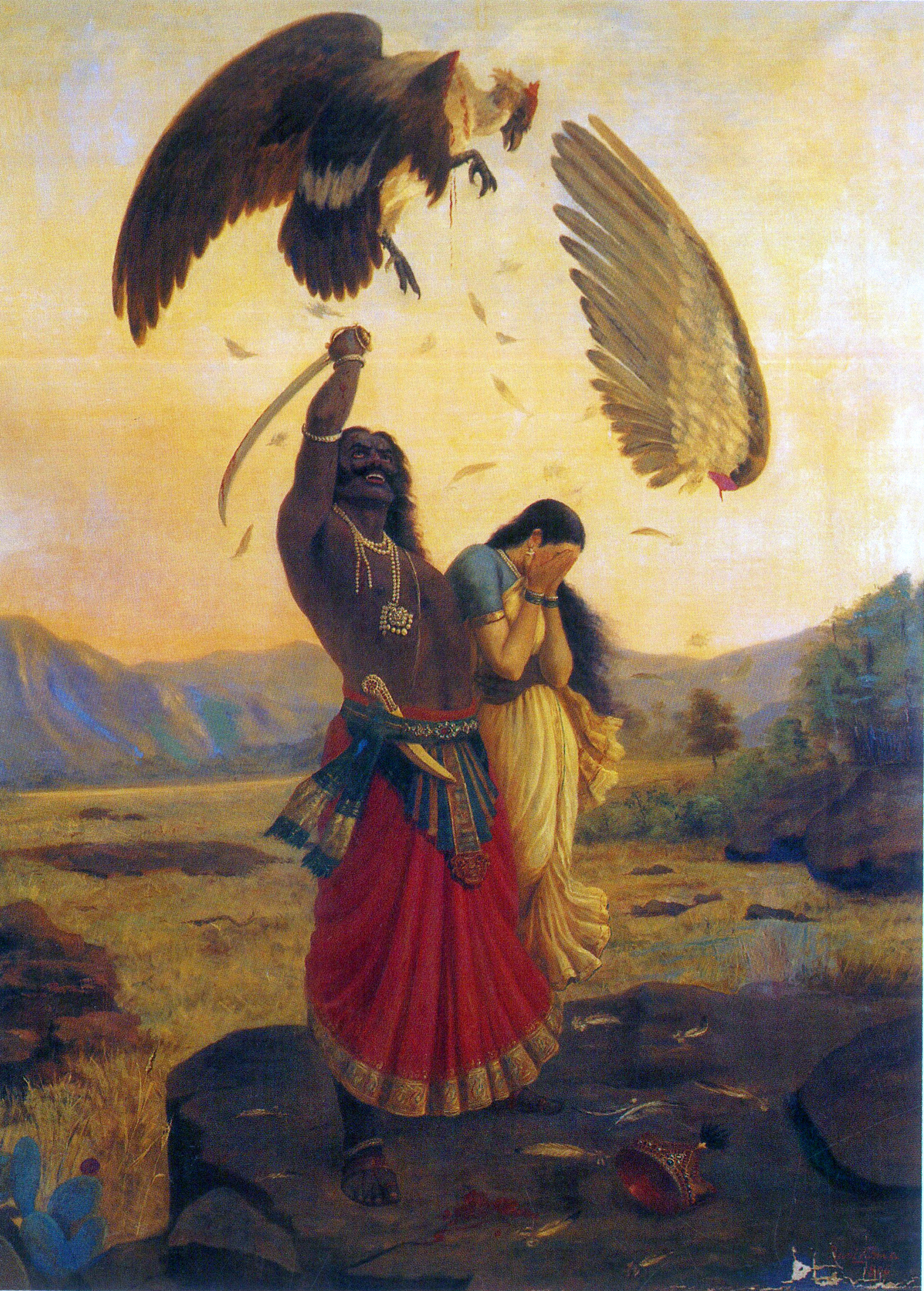
Rāvaṇa strappa le ali a Jaṭāyu (Raja Ravi Varma, 1848–1906).

Jaṭāyu (devanāgarī  जटायू), è una figura mitologica della tradizione hindū e un personaggio del celebre poema epico Rāmāyaṇa. Figlio di Aruṇa, fratello di Sampāti e nipote di Garuḍa, è un divino avvoltoio.
Nel poema Rāmāyaṇa, precisamente nel suo III kāṇḍa, lo Āraṇyakāṇḍa, il demone malvagio Rāvaṇa rapisce Sītā, sposa di Rāma, il coraggioso Jatayu cerca di fermare Rāvaṇa  durante la sua fuga, ma, dopo una coraggiosa ed estenuante lotta, il più potente demone lo sconfigge tagliandogli le ali. Quando Rāma e suo fratello Lakṣmaṇa si gettano all'inseguimento di Rāvaṇa, trovano il morente Jatayu il quale, dopo aver narrato la sua lotta con Rāvaṇa, indica loro la giusta direzione per raggiungerlo, e muore sotto la benedizione dello stesso Rāma.

## Jatayupara
Nel distretto di Kollam, nello stato indiano di Kerala, è conservata un'enorme roccia denominata Jatayupara, che  si vuole sia il punto esatto dove cadde rovinosamente Jaṭāyu dopo la sua lotta con Rāvaṇa. Proprio nel punto dove si dice sia caduto questo avvoltoio divino, esiste una fonte, che la leggenda vuole si sia creata proprio dall'impatto del becco di Jatayu con la roccia, e questa fonte, luogo di pellegrinaggio di molti fedeli hindu.

## Similitudini con la leggenda di Icaro
Secondo il mito  Jaṭāyu, insieme a suo fratello Sampāti  gareggiarono a chi fosse capace di volare più in alto. Giunti vicino al sole Jaṭāyu si avvicinò alle sue fiamme e suo fratello, per proteggerlo dalle lingue di fuoco, gli fece scudo con le proprie ali che presero fuoco privandosene finché dopo aver aiutato la compagnia guidata da Hanumat non le recupererò miracolosamente. È interessante notare l'estrema somiglianza di questa narrazione con il mito di Icaro e Dedalo e del loro volo verso il disco solare.